# Verliefd (album van K3)
Verliefd is het vierde album van de Vlaamse groep K3. Het album verscheen op 6 september 2002.
In 2024 werd het album ook op langspeelplaat uitgebracht in een gelimiteerde uitgave. Het vinyl van deze plaat is rood gekleurd.

## Tracklist
1. Feest
2. Papapa
3. SMS
4. Verliefd
5. Hollywood
6. Samen feesten
7. Als het regent
8. Noodkreet
9. Beautiful boy
10. Je doet maar wat
11. Letter V
12. Happy birthday
13. Eeuwig en altijd
14. Ik sta je bij

## Singles uit het album
| Single met eventuele hitnotering(en) in de Nederlandse Top 40 | Datum van verschijnen | Datum van binnenkomst | Hoogste positie | Aantal weken | Opmerkingen              |
| ------------------------------------------------------------- | --------------------- | --------------------- | --------------- | ------------ | ------------------------ |
| Feest                                                         | 2002                  | 13-07-2002            | 8               | 7            | #3 in de Single Top 100  |
| Papapa                                                        | 08-09-2002            | 28-09-2002            | tip2            | -            | #34 in de Single Top 100 |
| Verliefd                                                      | 30-11-2002            | 11-01-2003            | tip10           | -            | #43 in de Single Top 100 |

| Single met hitnotering(en) in de Vlaamse Ultratop 50 | Datum van verschijnen | Datum van binnenkomst | Hoogste positie | Aantal weken | Opmerkingen |
| ---------------------------------------------------- | --------------------- | --------------------- | --------------- | ------------ | ----------- |
| Feest                                                | 2002                  | 22-06-2002            | 7               | 15           | Goud        |
| Papapa                                               | 2002                  | 28-09-2002            | 13              | 11           |             |
| Verliefd                                             | 2002                  | 14-12-2002            | 18              | 9            |             |

## Hitnotering
| "Verliefd" in de Nederlandse Album Top 100 - binnen: 14-09-2002 | "Verliefd" in de Nederlandse Album Top 100 - binnen: 14-09-2002 | "Verliefd" in de Nederlandse Album Top 100 - binnen: 14-09-2002 | "Verliefd" in de Nederlandse Album Top 100 - binnen: 14-09-2002 | "Verliefd" in de Nederlandse Album Top 100 - binnen: 14-09-2002 | "Verliefd" in de Nederlandse Album Top 100 - binnen: 14-09-2002 | "Verliefd" in de Nederlandse Album Top 100 - binnen: 14-09-2002 | "Verliefd" in de Nederlandse Album Top 100 - binnen: 14-09-2002 | "Verliefd" in de Nederlandse Album Top 100 - binnen: 14-09-2002 | "Verliefd" in de Nederlandse Album Top 100 - binnen: 14-09-2002 | "Verliefd" in de Nederlandse Album Top 100 - binnen: 14-09-2002 | "Verliefd" in de Nederlandse Album Top 100 - binnen: 14-09-2002 | "Verliefd" in de Nederlandse Album Top 100 - binnen: 14-09-2002 | "Verliefd" in de Nederlandse Album Top 100 - binnen: 14-09-2002 | "Verliefd" in de Nederlandse Album Top 100 - binnen: 14-09-2002 | "Verliefd" in de Nederlandse Album Top 100 - binnen: 14-09-2002 | "Verliefd" in de Nederlandse Album Top 100 - binnen: 14-09-2002 | "Verliefd" in de Nederlandse Album Top 100 - binnen: 14-09-2002 | "Verliefd" in de Nederlandse Album Top 100 - binnen: 14-09-2002 | "Verliefd" in de Nederlandse Album Top 100 - binnen: 14-09-2002 |
| Week                                                            | 1                                                               | 2                                                               | 3                                                               | 4                                                               | 5                                                               | 6                                                               | 7                                                               | 8                                                               | 9                                                               | 10                                                              | 11                                                              | 12                                                              | 13                                                              | 14                                                              | 15                                                              | 16                                                              | 17                                                              | 18                                                              | 19                                                              |
| --------------------------------------------------------------- | --------------------------------------------------------------- | --------------------------------------------------------------- | --------------------------------------------------------------- | --------------------------------------------------------------- | --------------------------------------------------------------- | --------------------------------------------------------------- | --------------------------------------------------------------- | --------------------------------------------------------------- | --------------------------------------------------------------- | --------------------------------------------------------------- | --------------------------------------------------------------- | --------------------------------------------------------------- | --------------------------------------------------------------- | --------------------------------------------------------------- | --------------------------------------------------------------- | --------------------------------------------------------------- | --------------------------------------------------------------- | --------------------------------------------------------------- | --------------------------------------------------------------- |
| Nummer                                                          | 4                                                               | 1                                                               | 1                                                               | 1                                                               | 1                                                               | 4                                                               | 7                                                               | 8                                                               | 9                                                               | 15                                                              | 20                                                              | 10                                                              | 11                                                              | 18                                                              | 23                                                              | 45                                                              | 42                                                              | 34                                                              | 40                                                              |
| Week                                                            | 20                                                              | 21                                                              | 22                                                              | 23                                                              | 24                                                              | 25                                                              | 26                                                              | 27                                                              | 28                                                              | 29                                                              | 30                                                              |                                                                 | 31                                                              |                                                                 | 32                                                              | 33                                                              | 34                                                              |                                                                 |                                                                 |
| Nummer                                                          | 40                                                              | 43                                                              | 45                                                              | 58                                                              | 61                                                              | 58                                                              | 64                                                              | 61                                                              | 76                                                              | 91                                                              | 99                                                              | uit                                                             | 96                                                              | uit                                                             | 79                                                              | 66                                                              | 85                                                              | uit                                                             |                                                                 |

| "Verliefd" in de Vlaamse Ultratop 50 - binnen: 14-09-2002 | "Verliefd" in de Vlaamse Ultratop 50 - binnen: 14-09-2002 | "Verliefd" in de Vlaamse Ultratop 50 - binnen: 14-09-2002 | "Verliefd" in de Vlaamse Ultratop 50 - binnen: 14-09-2002 | "Verliefd" in de Vlaamse Ultratop 50 - binnen: 14-09-2002 | "Verliefd" in de Vlaamse Ultratop 50 - binnen: 14-09-2002 | "Verliefd" in de Vlaamse Ultratop 50 - binnen: 14-09-2002 | "Verliefd" in de Vlaamse Ultratop 50 - binnen: 14-09-2002 | "Verliefd" in de Vlaamse Ultratop 50 - binnen: 14-09-2002 | "Verliefd" in de Vlaamse Ultratop 50 - binnen: 14-09-2002 | "Verliefd" in de Vlaamse Ultratop 50 - binnen: 14-09-2002 | "Verliefd" in de Vlaamse Ultratop 50 - binnen: 14-09-2002 | "Verliefd" in de Vlaamse Ultratop 50 - binnen: 14-09-2002 | "Verliefd" in de Vlaamse Ultratop 50 - binnen: 14-09-2002 | "Verliefd" in de Vlaamse Ultratop 50 - binnen: 14-09-2002 | "Verliefd" in de Vlaamse Ultratop 50 - binnen: 14-09-2002 | "Verliefd" in de Vlaamse Ultratop 50 - binnen: 14-09-2002 | "Verliefd" in de Vlaamse Ultratop 50 - binnen: 14-09-2002 | "Verliefd" in de Vlaamse Ultratop 50 - binnen: 14-09-2002 | "Verliefd" in de Vlaamse Ultratop 50 - binnen: 14-09-2002 | "Verliefd" in de Vlaamse Ultratop 50 - binnen: 14-09-2002 | "Verliefd" in de Vlaamse Ultratop 50 - binnen: 14-09-2002 | "Verliefd" in de Vlaamse Ultratop 50 - binnen: 14-09-2002 |
| Week                                                      | 1                                                         | 2                                                         | 3                                                         | 4                                                         | 5                                                         | 6                                                         | 7                                                         | 8                                                         | 9                                                         | 10                                                        | 11                                                        | 12                                                        | 13                                                        | 14                                                        | 15                                                        | 16                                                        | 17                                                        | 18                                                        | 19                                                        | 20                                                        | 21                                                        |                                                           |
| --------------------------------------------------------- | --------------------------------------------------------- | --------------------------------------------------------- | --------------------------------------------------------- | --------------------------------------------------------- | --------------------------------------------------------- | --------------------------------------------------------- | --------------------------------------------------------- | --------------------------------------------------------- | --------------------------------------------------------- | --------------------------------------------------------- | --------------------------------------------------------- | --------------------------------------------------------- | --------------------------------------------------------- | --------------------------------------------------------- | --------------------------------------------------------- | --------------------------------------------------------- | --------------------------------------------------------- | --------------------------------------------------------- | --------------------------------------------------------- | --------------------------------------------------------- | --------------------------------------------------------- | --------------------------------------------------------- |
| Nummer                                                    | 2                                                         | 1                                                         | 1                                                         | 1                                                         | 5                                                         | 4                                                         | 4                                                         | 5                                                         | 8                                                         | 11                                                        | 11                                                        | 18                                                        | 15                                                        | 8                                                         | 11                                                        | 18                                                        | 17                                                        | 17                                                        | 18                                                        | 24                                                        | 37                                                        | uit                                                       |